# Snort
Snort je besplatan i open source program namijenjen za prevenciju i detekciju mrežnih napada. Napisao ga je Martin Roesch, a trenutno ga razvija tvrtka Sourcefire čiji je on osnivač. Sourcefire prodaje i daje podršku za hardversko rješenje Snorta.

## Vanjske poveznice
- Službeni website
- Grupa za održavanje Snort pravila  Arhivirana inačica izvorne stranice od 13. veljače 2009. (Wayback Machine)